# HMS Mendip (L60)
«Мендіп» (англ. HMS Mendip (L60)) — представник ескортних міноносців типу «Хант» Королівського флоту.  Цей корабель цікавий тим, що служив, крім Королівського флоту, у складі військово-морських сил ще трьох держав (Республіки Китай, Єгипту та Ізраїлю). Брав участь у бойових діях під час Другої світової війни та у складі ВМС Єгипту під час Суецької кризи. У бою 31 жовтня 1956 був захоплений ВМС Ізраїлю та включений до їх складу як «Хайфа» (K-38).

## Кар'єра у Другій світовій війні
У червні 1943 року, після ремонту, Mendip був призначений охороняти конвой WS31, який входив до складу сил вторгнення під час операції Husky, а в липні брав участь у вторгненні на саму Сицилію. У вересні Mendip брав участь в операції «Аваланч» — висадці поблизу Салерно, що було частині вторгнення союзників до Італії. До кінця року корабель брав участь у супроводі конвоїв та патрулюванні у Середземномор'ї.
У травні 1944 року Mendip повернувся до Британії, щоб взяти участь в операції «Нептун», військово-морській складовій висадки в Нормандії.

### Служба у ВМС Республіки Китай
У травні 1948 корабель було надано у користування військово-морським силам Республіки Китай. Після того, як екіпаж проданого Республіці Китай британського крейсера у лютому 1949 відвів корабель до контрольованого Народно-визвольної армією Китаю порту, британці повернули корабель, сформувавши його екіпаж з моряків есмінця «Консорт».

### Служба у ВМС Єгипту
У листопаді 1949 року «Мендіп» був проданий Єгипту, де його перейменували на «Мохамед Алі-ель-Кебір». Пізніше його знову перейменували «Ібрагім ель-Аваль» у 1951 році.
У 1956 році «Ібрагім ель-Аваль» брав участь у військово-морських операціях під час Суецької кризи. З0 жовтня 1956 року був відправлений до Хайфи з метою обстрілу прибережних нафтових споруд міста. 31 жовтня «Ібрагім ель-Аваль» досяг Хайфи і почав бомбардування міста своїми чотирма 102 мм (4 дюймовими) гарматами. Французький есмінець «Керсен», який  знаходився у гавані Хайфи для охорони порту в рамках операції «Мушкетер», відкрив вогонь у відповідь, але не досяг попадань. Після цього, ізраїльські військові кораблі почали переслідувати «Ibrahim el Awal». Їм, разом із літаками ВПС Ізраїлю вдалося пошкодити турбогенератор і руль корабля. Втративши управління, «Ібрагім ель-Аваль» був вимушений здатися.

### Служба у ВМС Ізраїлю

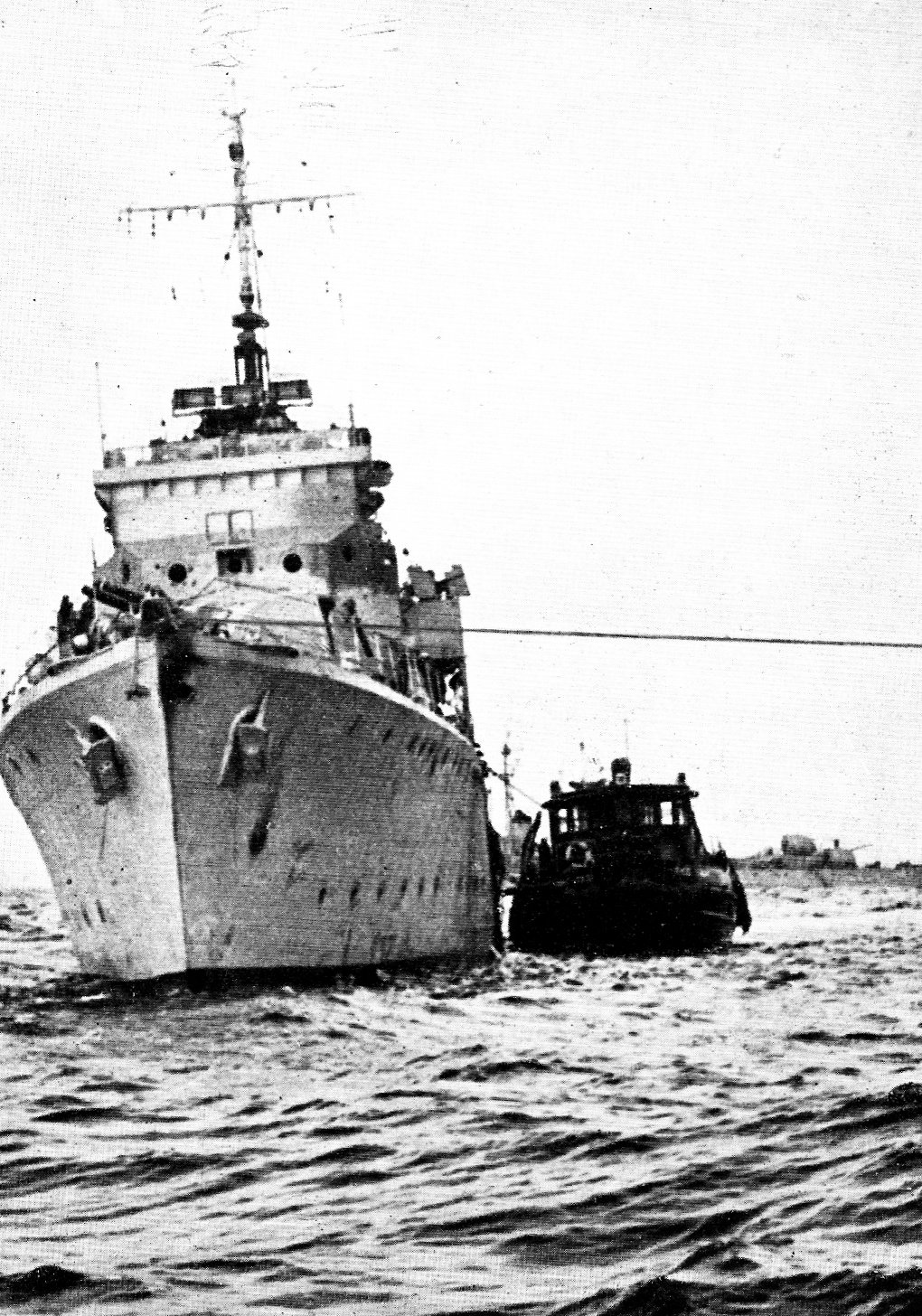
«Ібрагім ель-Аваль» тягнуть на буксирі у порт Хайфи після захоплення корабля ВМС Ізраїлю.

Корабель пізніше було включено до складу ВМС Ізраїлю під іменем «Хайфа». Він прослужив до кінця 1960-их.